# Osmoglossum
Osmoglossum là một chi thực vật có hoa trong họ Orchidaceae.